# Макогон
Макого́н (укр. макогін) — деревянная закруглённая внизу палка, пест, которой на Украине толкут семена льна, растирают мак, творог, масло и т. п.
Раньше специальные большие макогоны использовались для перетирания корма для свиней.

## Традиции
Традиционно на Украине мак для рождественской кутьи должен был перетирать мужчина, отец семейства. При этом он читал молитву. В этом обычае макитра символизирует женское начало, а макогон — мужское. Часто перед Рождеством специально покупали новую макитру и макогон.
Другой украинский обычай, связанный с макогоном, относится к сватовству. Если парень посылал к девушке сватов (старост), а она не давала согласия на замужество, то она возвращала старостам принесённый ими хлеб или дарила парню тыкву(укр. гарбуза). В таком случае о парне говорили, что он ухватил тыкву (укр. вхопив гарбуза) или облизал макогон (укр. облизав макогін). В некоторых районах Украины во дворе парня ночью строили гигантский макогон из соломы на потеху народу.

## Загадки
- На голові ярмарок, на животі шарварок, між ногами ґвалт. (макогон и макитра)
- Батько з лісу, мати з базару, а діти з городу. (макогон, макитра и мак)
- Скочив хлопчик у городчик та й гарчить. (макогон)
- Ходить хлоп по долині в одній чоботині, на все поле гука-гука. (макогон)

## Поверья
Приснившийся макогон означает возможную измену или неверность супруга.